# Herb Murmańska

Herb Murmańska

Herb Murmańska w jego obecnej formie został przyjęty w 1968 roku. Ma on tarczę herbową dwudzielną w pas. W górnej części o barwie błękitnej przedstawia sylwetkę statku barwy złotej, ponad nim widnieją złote linie, ułożone pod lekkim skosem względem pionu. W polu dolnym o barwie złotej przedstawiono błękitną rybę.

## Symbolika
- Statek i ryba nawiązują do tradycyjnych zajęć mieszkańców - marynarzy i rybaków
- Barwa błękitna symbolizuje zarówno morze, jak i noc polarną
- Barwa złota symbolizuje dzień polarny, ale także bogactwo morza i ziemi
- Złote linie w górnym polu to symboliczne przedstawienie zorzy polarnej, co stanowi nawiązanie do położenia miasta.